# ليريس سول فيلاسكيز
ليريس سول فيلاسكيز هي سياسية من فنزويلا، كانت عضوًا في الجمعية الوطنية لـ الحزب الاشتراكي الموحد الفنزويلي وعن دولة بوليفار. كانت عضوًا في اللجنة البرلمانية الدائمة للأسرة وعملت أيضًا في منصب عمدة بلدية كاروني.